# Porubszky József
Porubai Porubszky József (Eperjes, 1812. március 4. – Eger, 1900. július 11.) római katolikus pap, bölcseleti és egyházjogi doktor, apát-kanonok.

## Élete
Alsóbb iskoláit szülővárosában, a retorikát Debrecenben, a többit Eperjesen, Kassán és Egerben hallgatta. 1827-ben lépett az egri szeminárium növendékei közé, ahol elvégezve a teologiai tanfolyamot, mivel még igen fiatal volt, felszentelése törvényes idejéig előbb Czóbel László szabolcsi földbirtokosnál, azután br. Szepessy Jánosnál nevelősködött. 1832-ben pappá szentelték és segédlelkész volt Pásztón, Tiszafüreden, Verpeléten és Jászberényben. 1837-ben bölcselet-doktorrá avatták. 1839-ben már mint tanulmányi felügyelő Egerben működött és bölcseletet tanított. 1841-ben az egyházjogból letette a doktorátust. 1843-ban líceumi tanári széket nyert, melyet később a teologiával váltotta fel és 1845-ben az egyházjogi és egyháztörténelmi tanszékre neveztetett ki. Mint ilyen 1850-ben egervári kispréposti káplán lett, 1854-ben főszentszéki ülnök és házasságvédő. Tudományos érdemeinek jutalmául ő felsége 1870-ben egri kanonokká nevezte ki, és 1878-ban a szent Egyedről nevezett kaproncai apátság keresztjével tüntette ki.

## Művei

### Folyóiratcikkek
Cikkei az Egri egyházmegyei Közlönyben (1869. Kiváltságos oltár, Szent keresztút, 1870. A szombati böjt története, Az anyaszentegyház öt parancsa); a Magyar Sionban és Új Magyar Sionban (1868. Apróbb közlemények, 1871. A magyarországi püspökség, káptalanok stb. javainak jogi jellege, alanya, névtelenül).

### Önállóan megjelent művei
- 1. Dissertatio de independentia potestatis ecclesiasticae ab imperio civil. Agriae, 1841.
- 2. Jus ecclesiasticum catholicorum. Pestini, 1853. (Az összes magyar papnevelőben tankönyvül használtatott. 2. bőv. kiadás: «Cum singulari ad imperium austriacum et comprimis Hungariam attentione» mellékczímmel. Uo. 1858–59. Két kötet. I. kötet 3. kiadása. Eger 1867.)
- 3 Katholikus egyház-jogtan főleg a jogakadémiai ifjúság számára. Eger, 1863.
- 4. Az egri megye főpásztorának különös jogairó, kiváltságairól s különféle kitüntetéseiről. (A Bartakovics-féle Emlékkönyvből). Uo. 1865.
- 5. Értekezés a polgári házasságról. Uo. 1868.
- 6. A királyi tetszvény. Uo. 1869.
- 7. A magyarországi kath. püspökségek, káptalanok, plébániák, zárdák s egyházi intézetek javainak jogi jellege és alanya. Uo. 1871.
- 8. Eltörlendők-e a zárdák és ezekhez hasonló intézetek. Uo. 1876. (Különny. az Egri Egyházm. Közlönyből).